# 小林志郎 (演劇研究者)
小林 志郎（こばやし しろう、1936年8月 - ）は、日本の演劇研究者、演劇学者・演出家。東京学芸大学名誉教授・元副学長。有明教育芸術短期大学終身名誉学長。
高等教育におけるパーフォーミング・アーツ（演劇・舞踊・音楽）教育のフィロソフィの構築とその実際に尽力。
理論の中心は、日本の伝統芸術（能狂言と歌舞伎、日本舞踊、日本の伝統音楽）の基礎教育と西洋の芸術教育との融合におかれた。専門は演劇教育学、現代演出論。長野県下高井郡木島平村出身。「鬼島志郎」の筆名がある。

## 略歴

### 学歴
- 1962年　東京学芸大学教育学部（英語科専攻）卒業
- 1968年　米国ハワイ大学演劇学部特別専攻科留学（米国国務省国際技術交流基金による派遣学生）

### 職歴
- 1962年 劇団「鷹の会」（演出部）
- 1966年 国立劇場（舞台技術部舞台課技師、主査、舞台監督係長）
- 1982年 東京学芸大学教育学部講師（演劇学）
- 1985年 東京学芸大学教育学部助教授（演劇芸術論）
- 1990年 東京学芸大学教育学部教授（演出論、演劇芸術論）
- 1992年 東京学芸大学教育学部学生部長
- 1993年 東京学芸大学留学生教育研究センター長
- 1994年 東京学芸大学国際交流会館館長
- 1997年 東京学芸大学教育学部附属教育実践総合センター長(併任）
- 1998年 東京学芸大学学長補佐
- 1998年 東京学芸大学副学長
- 2001年 日本音楽学校校長
- 2009年 有明教育芸術短期大学学長

## 業績

### 単著
- 『ドラマツルギー考』アーツポート企画出版 1980
- 「演劇学二十四講」 国立臺灣藝術教育館 2002

### 共著
- 「上演芸術とテレビジョン」日本照明家協会 1984
- 「大学改革を斬る」大学セミナーハウス 1997
- 「大学力を創る」東信堂・大学セミナーハウス 1999

### 書評（日本照明家協会）
- 松原　剛『五島列島・芝居小屋・中国演劇』
- 米屋尚子『演劇は仕事になるのか？』
- ニッセイ基礎研究所『文化からの復興』
- 伊藤裕夫他『公共劇場の10年』
- 藤野一夫『公共文化施設の公共性』
- JPL編集部編『篠木佐夫のあかりの仕事』
- 塩澤珠江『父・吉田健吉と昭和モダン』

### 演劇上演作品（台本、翻訳、演出等を含む）
- 翻訳「太陽の中の干しぶどう」（ L. ハンスベリー作）俳優座劇場 1963
- 翻訳「檻の中の黒い虎」（ P. フィブルマン作）日仏会館ホール 1964
- 演出「混血児」（ L. ヒューズ）千日谷会館及び東芸劇場 1965
- 演出「紐育」（黒川欣映）日仏会館 1966
- 翻訳・演出「ジス・イズ・ザ・リル・スピーキング」（ L. ウィルソン）横浜青少年ホール 1972
- 演出「どん底」（ゴーリキー）草月会館ホール1972
- 翻訳・演出「エルドリッチという小さな町の裁判」（ L. ウィルソン）農協ホール1973
- 作・演出「日神子、吾はもよ女にしあれば」（ミュージカル）紀伊国屋ホール 1974
- 作「変化雛」（日本舞踊）虎ノ門ホール 1974
- 作・演出「桂川連理柵」シアターグリーン 1976
- 作・演出「三世紀の美姫」（日本舞踊）国立教育会館虎ノ門ホール 1976
- 作「累菊一寸遊戯」アサヒ放送ＡＢＣホール 1977
- 作・演出「銚子娘道成寺」（ミュージカル）千葉県銚子市・飯岡町野外特設舞台 1978
- 演出「15第2回アジア伝統芸能の交流・アジアのうた」国立劇場小劇場 1978
- 作・演出「銚子男道成寺」（日本舞踊）国立劇場 小劇場 1979
- 演出「宮城野」（矢代誠一）渋谷ジァン・ジァン 1985
- 作・演出「カモメ」（ミュージカル）青山子どもの城・円形劇場 1985
- 演出「夏の夜の夢」(シェイクスピア)　シアター代官山 1987
- 作「恋三趣 」（日本舞踊）三越劇場 1988
- 作・演出「ティファニーで朝食を」（ミュージカル）近鉄アート館 1988
- 演出「樹声」（津川　泉）銀座みゆき館劇場 1991
- 演出「楽屋」（清水邦夫）銀座みゆき館劇場 1991
- 翻訳・演出「アンティゴネ」（アイスキュロス）さいたま芸術劇場 1993
- 作・演出「お吉（音楽劇）」東京芸術劇場 1993
- 翻訳・演出「ミス・ジュリー」（ストリンドベリ―）シアター Vアカサカ 1996
- 作・演出「動物農場」（J. オーウェル）江東区カメリアホール 2013
- 演出『宮城野』（矢代静一）富士見文化センター　2013
- 作『銚子娘道成寺』（改訂版）2013
- 作「みんなのわが町」（ワイルダー、鶴屋南北）2013

### その他
- 「ミュージカルにおける『踊り』の演劇的機能」：日本演劇学会紀要第20号 1982
- 「教員養成における演劇学習プロジェクト－演劇教育の一つのPhase」日本演劇学会紀要第23号 1985
- 「宮沢賢治のドラマツルギー：オープンな劇空間に展開する行動とシーンの反復」「文学と教育」第12集 1986
- 「演劇空間考―演出と演劇空間のMetamorphosis」東京学芸大学紀要第2部門人文科第37集 1986
- 「『Drama in Education論考』－Drama in Educationから見たオーストラリア・タスマニア２州の教員養成大学とその周辺の問題の考察」東京学芸大学紀要第2部門人文科第39集 1988
- 「ミュージカル・コメディのドラマツルギー」━ ミュージカル・コメディにおける第４の作家 ━舞踊学会紀要第13号 1990
- 「演出論―演出の誕生」東京学芸大学紀要第2部門人文科第41集 1990
- 「解釈と舞台を結ぶ演出というチャンネル」「文学と教育」1990
- 「大学力を創る」東信堂・大学セミナーハウス 1999
- Various Aspects of Drama & Theatre in Education in Japan 国立臺灣藝術大學藝術教育館 1992
- 「演出家の誕生　その1・2」有明教育芸術短大紀要2・3号 2011-2